# الدول الأعضاء في المنظمة العالمية للملكية الفكرية

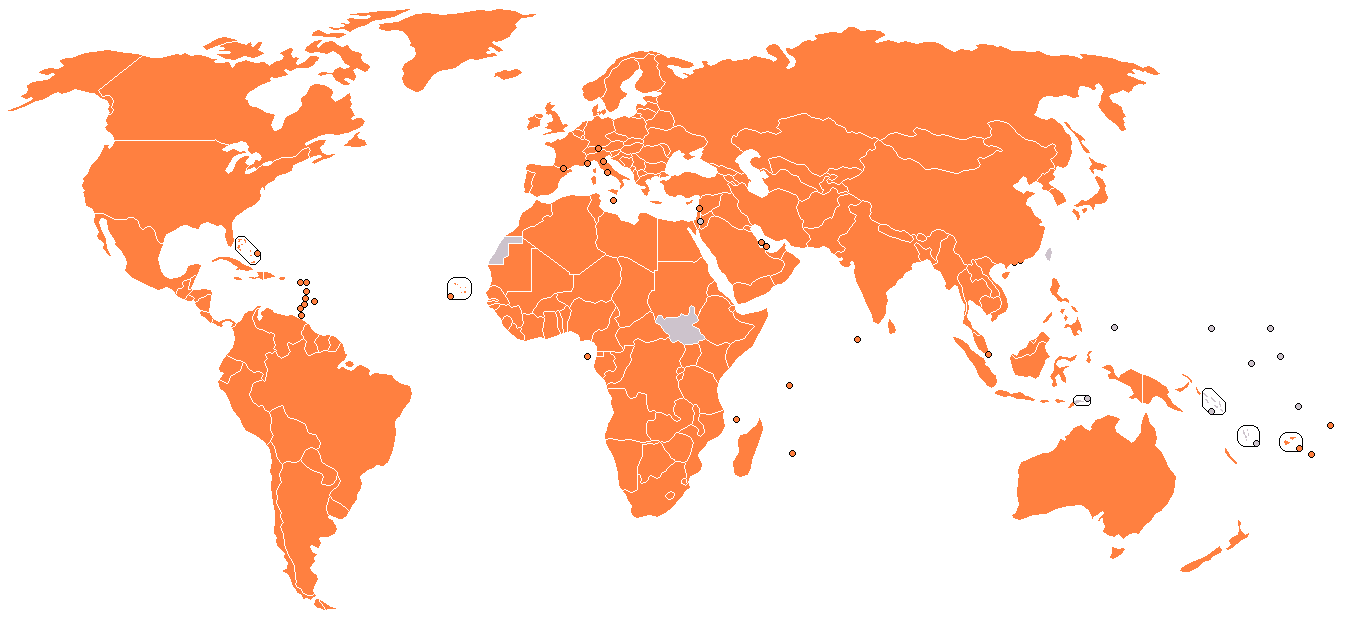
أعضاء الويبو

المنظمة العالمية للملكية الفكرية ( الويبو ) هي إحدى الوكالات المتخصصة الستة عشر التابعة للأمم المتحدة.
تضم الويبو حاليا 193 دولة عضوا.  190 دولة منها هي أعضاء في الأمم المتحدة، بالإضافة إلى الكرسي الرسولي ونييوي وجزر كوك. أما الدول غير الأعضاء فهي دول كوسوفو، ولايات ميكرونيزيا الموحدة، بالاو، جنوب السودان، والدول ذات الاعتراف المحدود . تتمتع فلسطين بوضع مراقب. 

## التاريخ
- 27 مارس 2000: انضمام جمهورية الدومينيكان [3]
- 2 مارس 2012: انضمام فانواتو [4]
- 11/12 ديسمبر 2017: انضمام تيمور الشرقية وجزر مارشال [5]
- 4 يوليو 2019: انضمام جزر سليمان [6]
- 11 مايو 2020 تنضم ناورو [7]